# Valdir Vicente
Valdir Vicente (ur. 12 września 1943 w Araxy) – piłkarz brazylijski grający na pozycji środkowy obrońca.

## Kariera klubowa
Valdir występował w Nacionalu São Paulo i portugalskim FC Porto.

## Kariera reprezentacyjna
Valdir występował w olimpijskiej reprezentacji Brazylii. W 1963 roku Valdir uczestniczył w Igrzyskach Panamerykańskich, na których Brazylia zdobyła złoty medal. Na turnieju w São Paulo Valdir wystąpił tylko w meczu z Chile.